# HMS E33
HMS E33 – brytyjski okręt podwodny typu E. Zbudowany w latach 1915–1916 w John I. Thornycroft & Company, Woolston. Okręt został wodowany 18 kwietnia 1916 roku i rozpoczął służbę w Royal Navy 1 listopada 1916 roku pod dowództwem Lt. Cdr. V. C. Warda.
W 1916 roku należał do Dziewiątej Flotylli Okrętów Podwodnych (9th Submarine Flotilla) stacjonującej w Harwich.
Po zakończeniu działań wojennych okręt stacjonował w Harwich. 6 września 1922 został sprzedany firmie Cashmore w Newport.